# Francisco de Paula Ruiz del Arco
Francisco de Paula Ruiz del Arco y Ponce de León (ca. 1791<1796 - Sevilla, 1835), III marqués de Arco Hermoso, fue un noble y político español de ideología liberal que desempeñó el cargo de primer alcalde constitucional de Sevilla en el año 1835.

## Biografía
Miembro de una rica e influyente familia noble sevillana, fue hijo de Francisco Manuel Ruiz del Arco y Utrera, II marqués de Arco Hermoso, y de María de la Concepción Ponce de León y Urtusáustegui. El marquesado de Arco Hermoso es un título nobiliario concedido por el rey Fernando VI en 1757 a Javier Ruiz del Arco y Soldevilla. Poseyó una finca en el municipió de Alcala de Guadaira provincia de Sevilla, la hacienda San José de Buenavista. Fue oficial del Cuerpo de Guardias Españolas, y el primer alcalde constitucional de Sevilla en el año 1835.
Contrajo matrimonio el 26 de marzo de 1822 con la escritora Cecilia Böhl de Faber (alias Fernán Caballero), con quien organizaba en su palacio una tertulia a la que acudían representantes de la alta sociedad y personalidades extranjeras como Washington Irving, el historiador del arte William Stirling o el barón Taylor. Tras ser afectado por el cólera en el año 1833 y sufrir tuberculosis, falleció sin descendencia el 17 de mayo de 1835 en Sevilla.